# Plateaux (departament w Kongu)
Plateaux – jeden z departamentów Konga, położony w środkowej części państwa. Stolicą departamentu jest miasto Djambala.
Departament ten zamieszkiwało w 2007 roku 174 591 osób. Jego powierzchnia wynosi 38 400 km².
Departament ten podzielony jest na 11 dystryktów:
- Abala
- Allembé
- Djambala
- Gamboma
- Lekana
- Makotimpoko
- Mbon
- Mpouya
- Ngo
- Ollombo
- Ongogni